# Christian Fuldner
Christian Fuldner (* 3. Dezember 1811 in Wellen; † 7. September 1877 in Milwaukee) war ein deutscher Rechtsanwalt und Politiker.

## Leben
Fuldner war der Sohn des Pfarrers Johann Christian Ludwig Fuldner (1757–1821) und dessen Ehefrau Henriette Elisabeth, geborene Boulle (1766–1833). Er heiratete 1834 Anna Cäcilie Fischhaupt (1816–1902), die Tochter des Apothekers Ernst Friedrich Fischhaupt aus Neustadtgödens, später in Rhoden. Fuldner studierte ab 1829 Rechtswissenschaften in Marburg und legte 1832 das erste und 1837 das zweite Staatsexamen ab. Ab 1839 war er Rechtsanwalt in Sachsenhausen. 1852 bis 1855 gehörte er dem Landtag des Fürstentums Waldeck-Pyrmont für den Wahlkreis Kreis der Eder an. 1872 verlor er durch einen Spruch des Ehrenrates der Rechtsanwälte seine Rechtsanwaltszulassung. Danach wanderte er nach Amerika aus.